# Arco Ártabro

O Golfo Ártabro

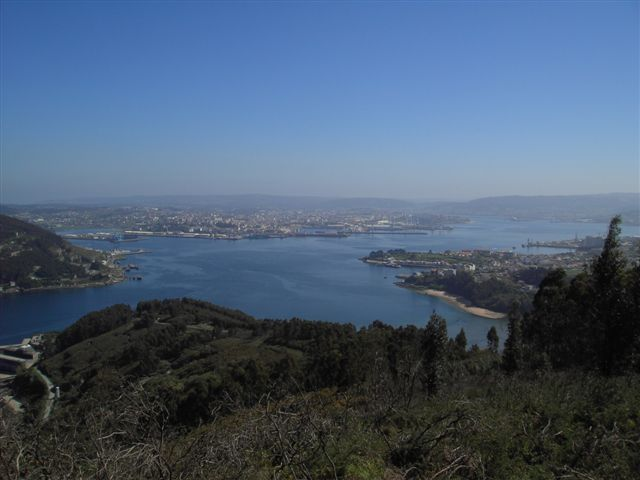
Ria de Ferrol

O Arco Ártabro ou Golfo Ártabro é a denominação dada pelo geógrafo Otero Pedrayo ao litoral da Galiza formado pelas rias de  Ferrol, Betanzos-Ares e do Burgo, correspondendo com o que os geógrafos greco-romanos Estrabão, Pompónio Mela e Plínio designaram como "Porto Magno dos Ártabros" (Portus Magnus Artabrorum). Tem uma largura máxima de 5800 m. e adentra cerca de 5600 m. na desembocadura do rio Mero em Santa Cristina.

## Geografia
Trata-se de uma comarca natural conhecida como As Marinhas Corunhesas, duma área geográfica delimitada nitidamente pela morfologia do terreno.

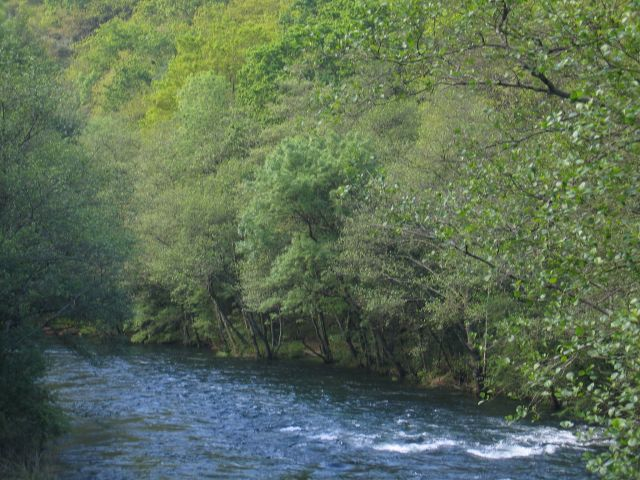
Fragas do Eume

Compreende os arciprestados de Ferrol, Xubia, Bezoucos, Pruzos, Cerveiro, Xan Rozo, Abegondo e Faro.
Caracteriza-se pela sua abertura ao mar, "a modo dum anfiteatro", fechado pelos montes da Zapateira, O Xalo, Castromaior, Tieira, O Gato, Queixeiro, Capelada e Forgoselo, e aberto às rias. Estas rias são de águas tranquilas e costa baixa no interior e grandes cantis nos seus cabos.
No interior, os vales dos rios Mero, Mendo e Mandeo dividem o território. O val do Mero é de maior entidade, os outros dois mais estreitos e os vales dos rios Lambre, Vilariño e o Eume.
A geologia da comarca caracteriza-se por compor-se de grandes faixas orientadas Norte-Sul, alternando granitos e xisto, localizando-se pequenos jazigos de estanho (Arteixo), wolfram (Culleredo) e ouro (Covas e Carral) associados aos granitos.

## Economia
Destaca a sua pluralidade de recursos agropecuarios, fruto do clima e a qualidade da terra. Este potencial permite uma intensa rotação.
A outra das bases económicas da comarca constituem-a as reservas pesqueiras e marisqueiras.
Os recursos metalúrgicos carescen na maior parte dos casos de interesse econômico.

## História

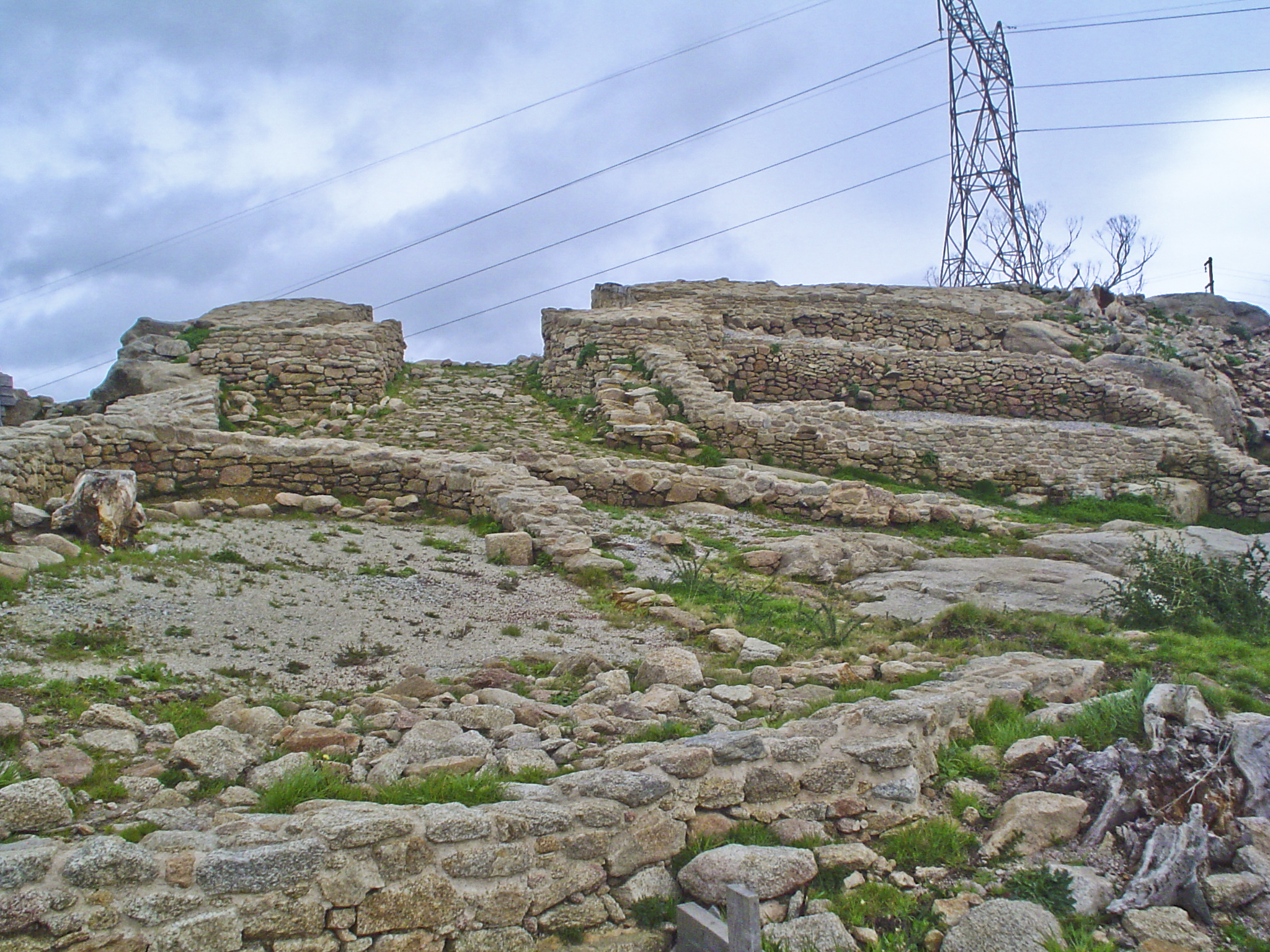
Porta de acceso à croa do Castro de Elviña

Corresponde com o que os geógrafos greco-romanos Estrabão, Pompónio Mela e Plínio designaram como Portus Magnus Artabrorum. Estrabão fala no livro III da sua Geografia de que "os ártabros têm muitas cidades situadas nun golfo que os navegantes chamam de porto dos ártabros". Porém, há quem interpreta que "porto" só pode designar uma população e que este texto deve referir-se a uma cidade na que, possivelmente, os romanos pretenderam construir um porto muito grande, e que este plano se desbaratou devido às Guerras Púnicas.
A imagem do que é típico na Galiza da Idade do Ferro, existem restos arqueológicos que mostram uma grande concentração de pequenos núcleos populacionais indígenas. Entre eles, os autores clássicos destacam Adobrica, Flavia Lambris ou Flavium Brigantium.
Em geral trata-se de castros de pequeno tamanho, com uma média de superfície de pouco mais de 0,5 hectares. Entre eles conservam-se restos de castros de distintas tipologias: castros de interior e castros costeiros. Em ambos os tipos predomina a existência dum só recinto defensivo. Os de interior situam-se en cotas de altitude média e con débeis sistemas defensivos.
Como excepção existem alguns castros localizados em lugares preeminentes, nas cabeças dos vales com uma finalidade e estrutura defensiva mais definida.
Os castros costeiros situam-se en penínsulas e concentram as suas obras defensivas no itsmo.
Entre os numerosos castros pode-se falar do Castro de Elviña, o Castro de Meirás, o Castro de Nostián, o Castro da Pastoriza, o Castro de Castromaior ou o Castro de Lobadíz.
Também se atoparam restos de villae romanas que foram objecto de estudo: a Vila romana de Centroña, a Vila romana de Novelle, a Vila romana de Cambre ou entidades populacionais rurais mais pequenas conhecidas como vico, como as atopadas en Carral, Callobre, Sosmelle, Fene...
A população indígena talvez estivesse composta por gentes diversas, mas possivelmente todas elas pertencentes ao povo ártabro, assente num espaço definido e com umas manifestações culturais comuns (como assim o fai saber a arqueologia com os achados cerámicos e de ourivesaria).

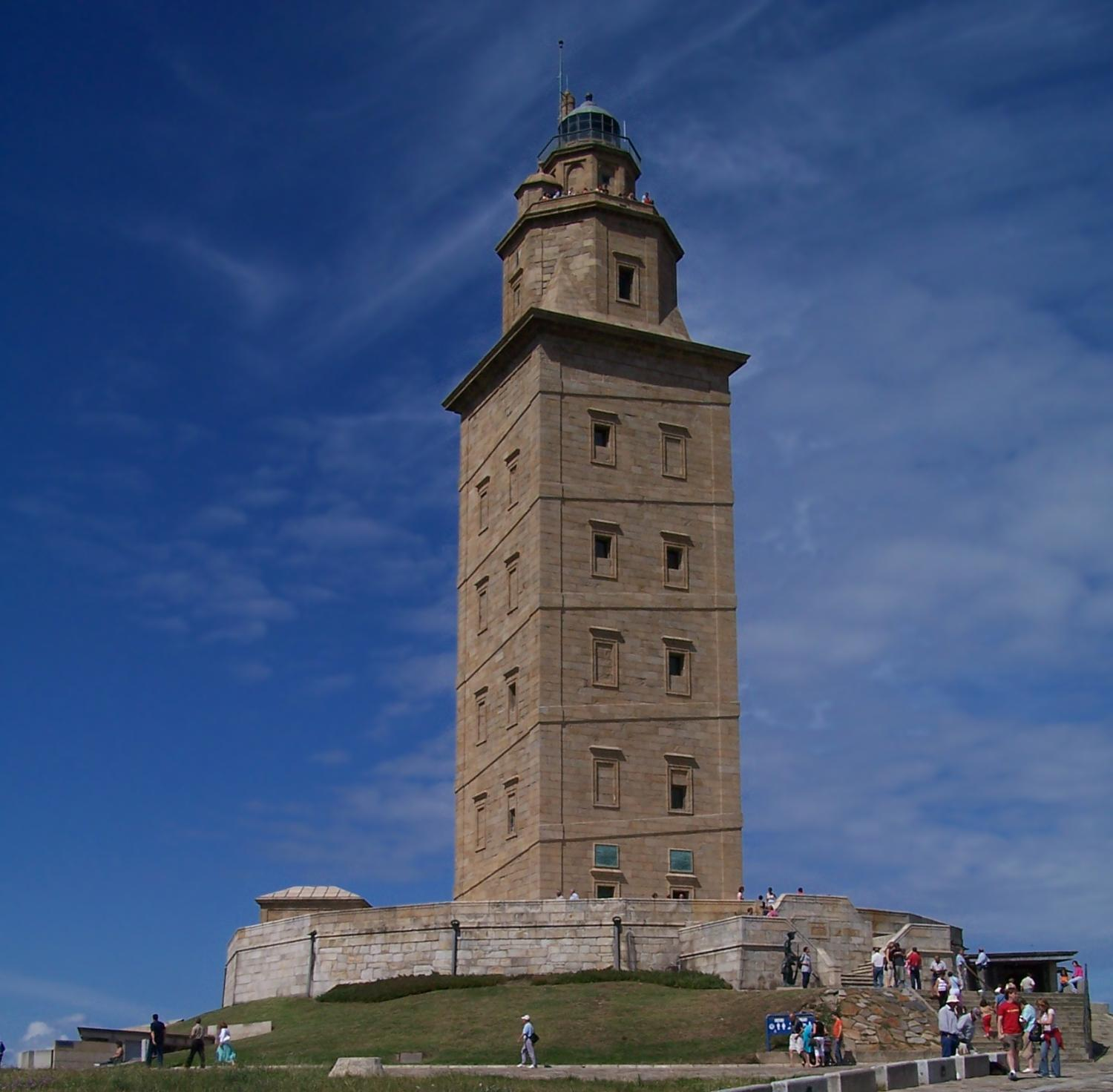
Faro de Hércules

Como deveu acontecer na maioria dos lugares da actual Galiza, o processo de romanização desenvolveu-se dum modo pacífico, um processo no que houve um primeiro momento no que os romanos respeitaram as estruturas sociais indígenas, estruturas que com o tempo foram adaptando e transformando para adequá-las à própria estrutura do Império. Este processo deu como resultado uma sociedade galaico-romana que protagonizou a última etapa da Cultura castreja.
O processo de romanização da zona fai-se patente através de muitas evidências (mudanças nos desenhos urbanísticos, adopção de costumes e deuses romanos, uso de técnicas decorativas romanas...).
No que atinge à religião, houve uma asimilação entre o panteão oficial romano e as divindades indígenas. As inscrições feitas nas aras votivas achadas na zona são a fonte mais importante para o estudo deste processo de asimilação da cultura romana. Na actual cidade da Corunha acharam-se aras dedicadas aos deuses Fortuna, Neptuno, Marte e Júpiter, enquanto no rural acharam-se quatro aras, todas elas dedicadas a Júpiter. Perto da Igreja de Meirás achou-se a única ara con inscrição dedicada a um deus do panteão indígena, COSUS ADAVINIAGUS, sendo Cosus uma divindade guerreira assimilável ao deus Marte. A onomástica que aparece nelas também serve como medidor do degrau de romanização das comunidades indígenas. Em comparação com outras zonas rurais do noroeste peninsular, a onomástica indígena tem moi pouca presença, em detrimento dos nomes romanizados.